# Karen Brødsgaard
Karen Brødsgaard (Horsens, 10 de março de 1978) é uma ex-handebolista profissional dinamarquesa, bicampeã olímpica.
Karen Brødsgaard fez parte dos elencos medalha de ouro, de Sydney 2000 e Atenas 2004.